# Hindenburg - L'ultimo volo
Hindenburg - L'ultimo volo (Hindenburg) è un film per la televisione del 2011, diretto dal regista Philipp Kadelbach. La sceneggiatura è stata scritta da Johannes W. Betz. La trama è una libera interpretazione dei giorni precedenti al disastro del dirigibile LZ 129 Hindenburg del 1937.

## Trama
Germania, 1937: Hitler vuole costruire un nuovo dirigibile, con il nome del precedente capo di Stato tedesco, Paul von Hindenburg, che avrebbe attraversato l'Atlantico dalla Germania fino a New York. Hitler chiede agli Stati Uniti l'elio per il dirigibile, ma la potenza si rifiuta di darglielo, così il dittatore decide di usare l'idrogeno, di cui la Germania è molto ricca, ma che è un gas molto pericoloso, poiché infiammabile. Il dirigibile Hindenburg parte, nel frattempo si intrecciano varie storie d'amore tra i passeggeri. Quando l'Hinderburg è vicino a New York, si schianta contro una torre d'alta tensione e prende fuoco. I passeggeri cercano di mettersi in salvo: alcuni si buttano dal dirigibile, mentre altri muoiono insieme ad esso. Alla fine, l'Hinderburg verrà distrutto e con esso il sogno di Hitler. Dopo il disastro, i cinegiornali di tutto il mondo mostrano il disastro dell'Hinderburg e tutti rimangono scioccati.